# Hầm (giao thông)

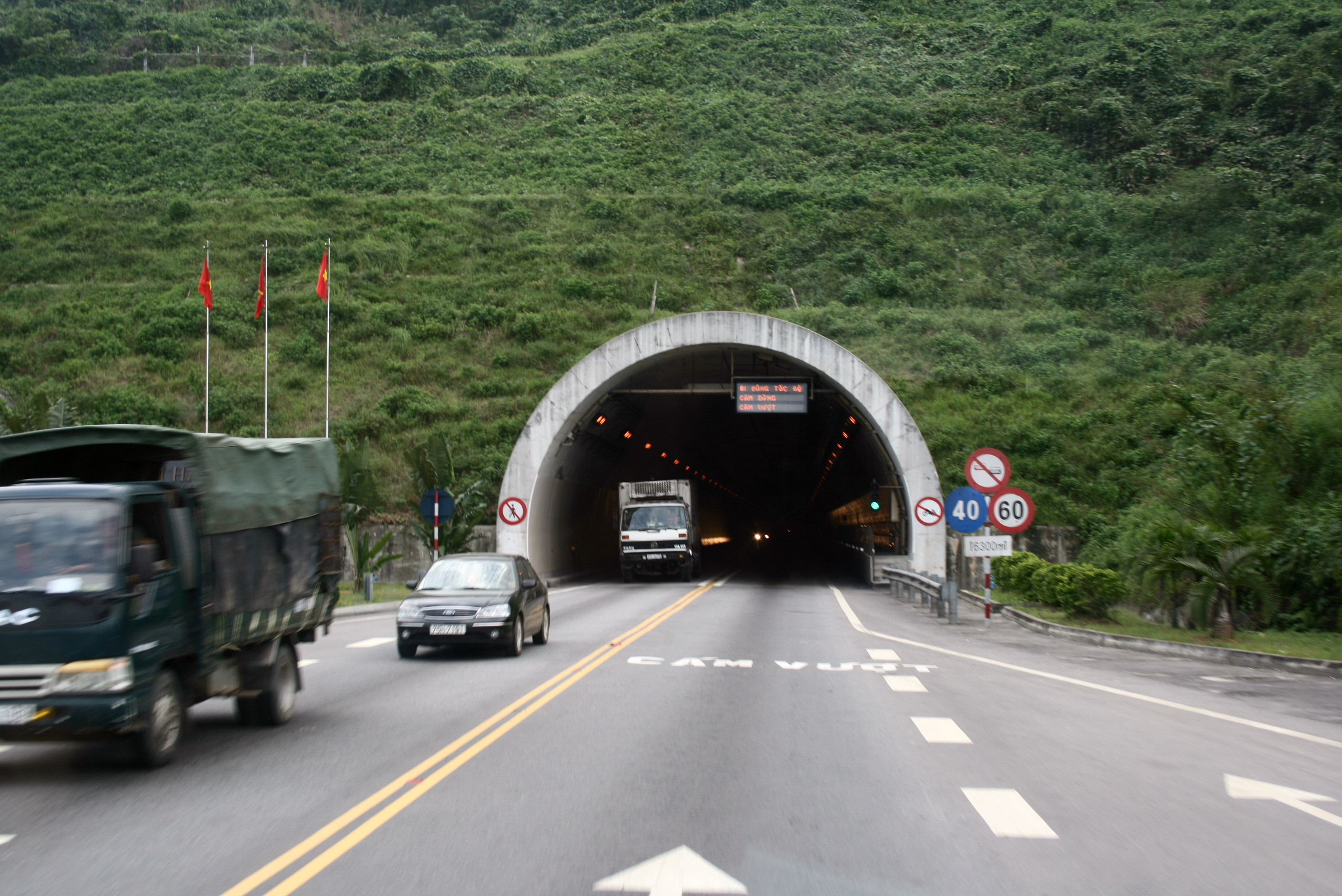
Cửa phía Bắc của Hầm đường bộ Hải Vân giữa hai tỉnh Huế và Đà Nẵng

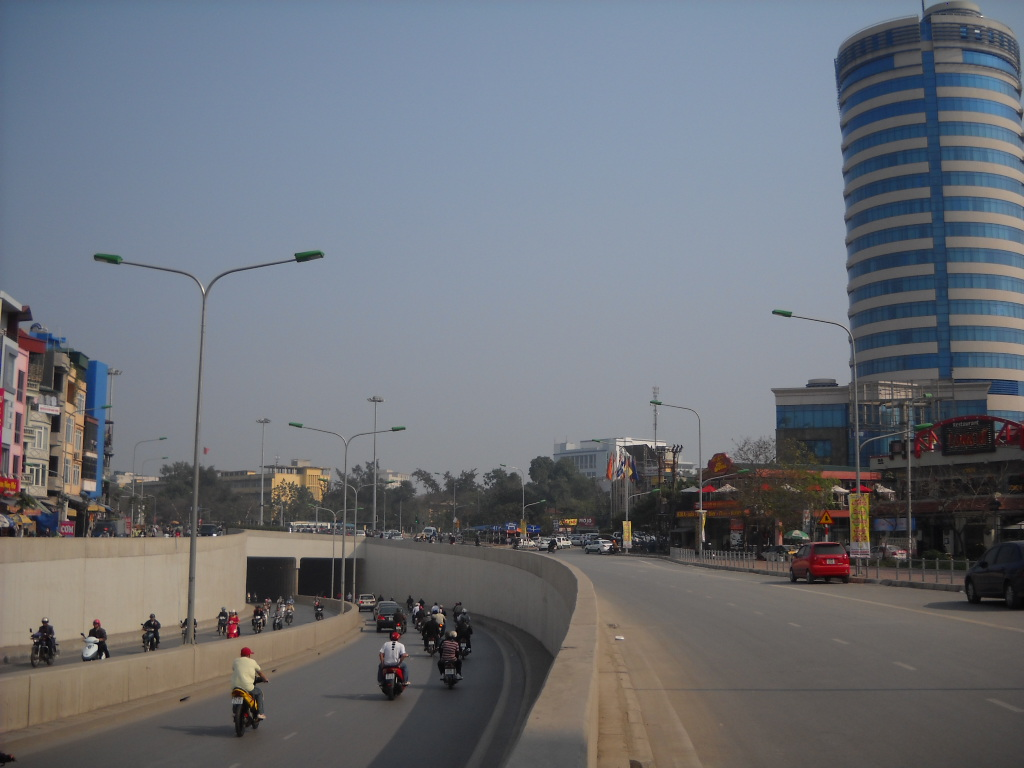
Hầm Kim Liên, Hà Nội

Trong giao thông, hầm là một loại công trình ngầm nhằm mục đích vượt qua các địa hình dương bằng cách chui qua nó.

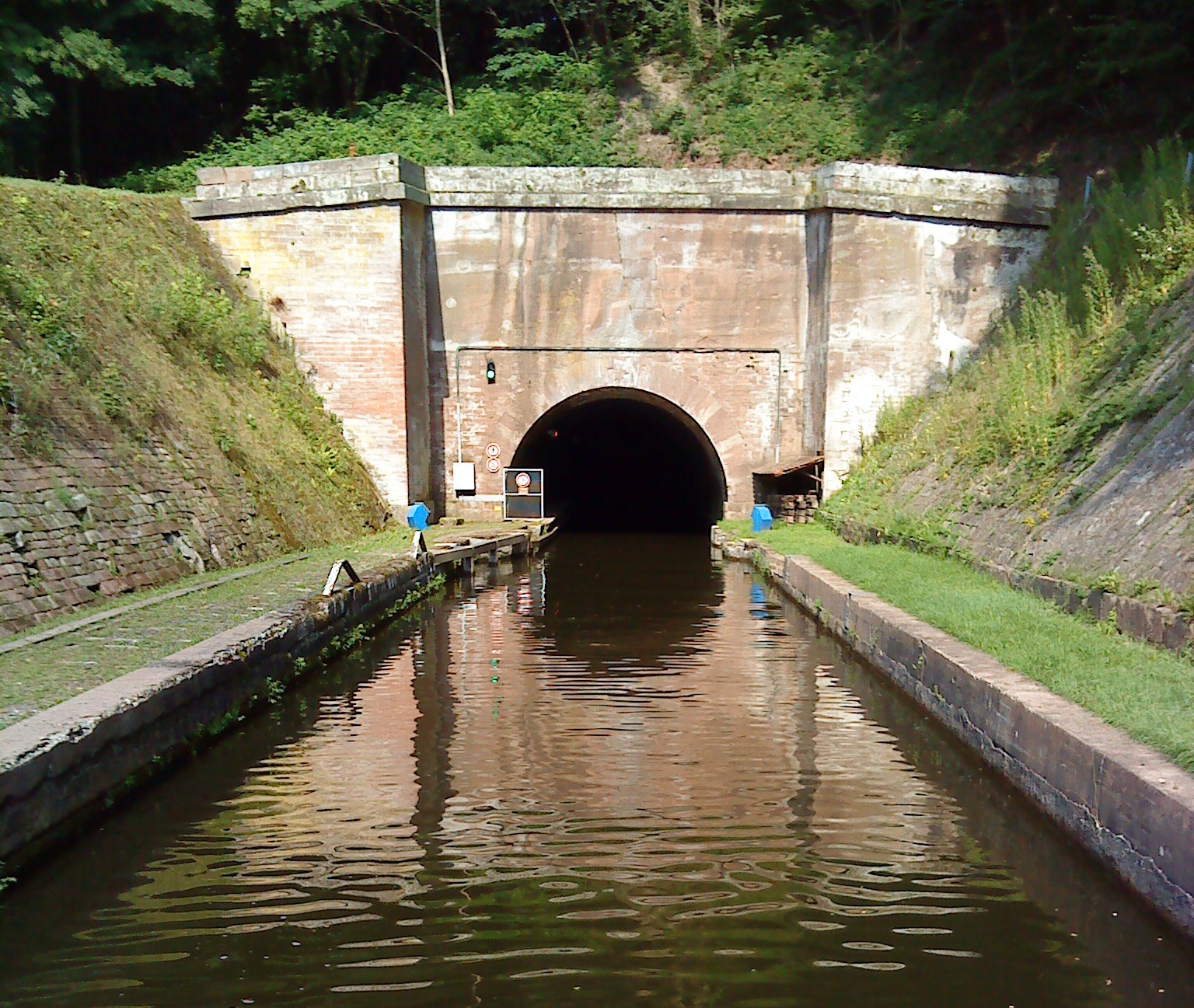
Hầm tại sông đào Rhein-Marne-Kanal gần Arzviller

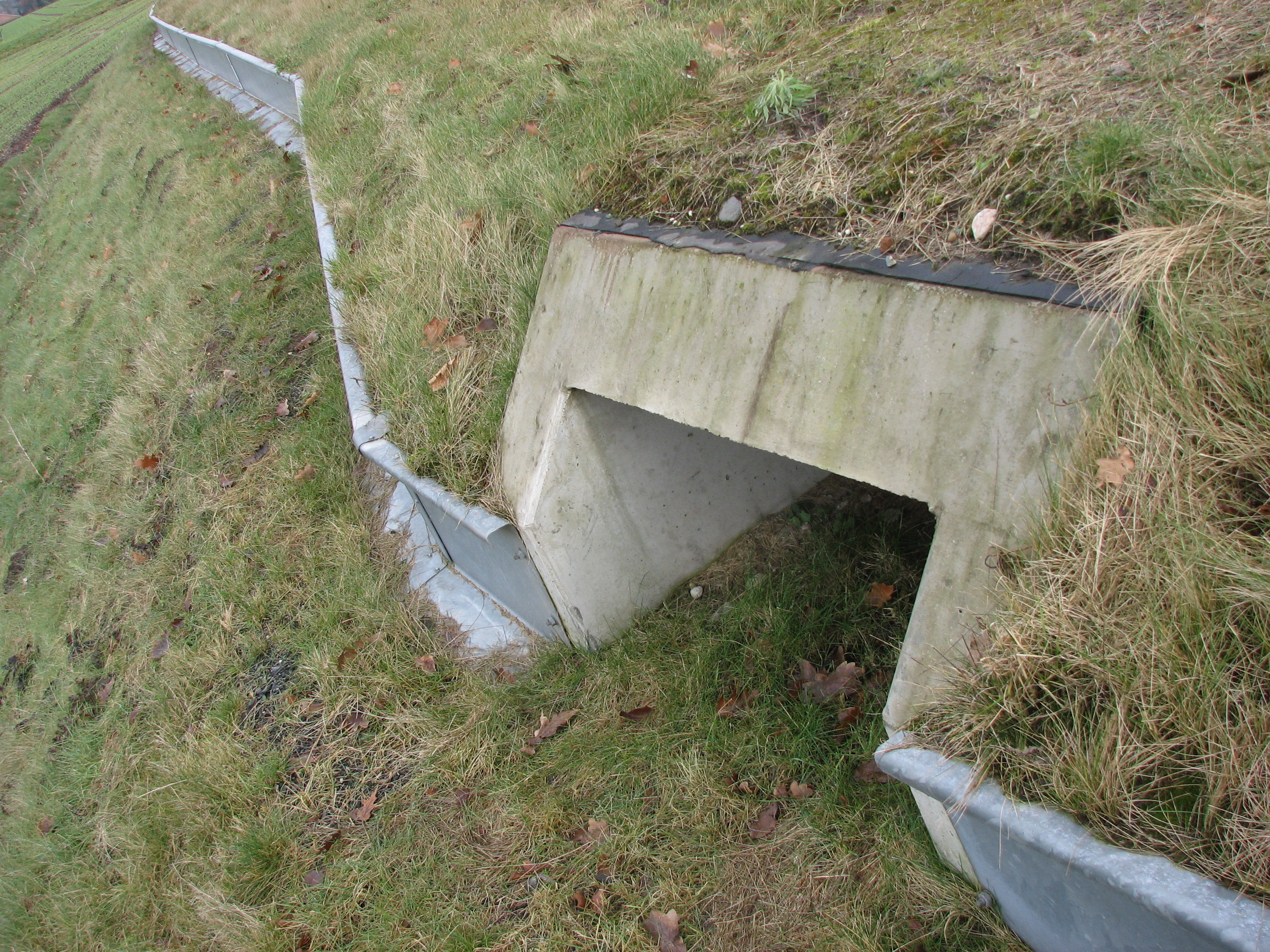
Hầm cho động vật gần lâu đài Schloss Diepenbrock ở Bocholt

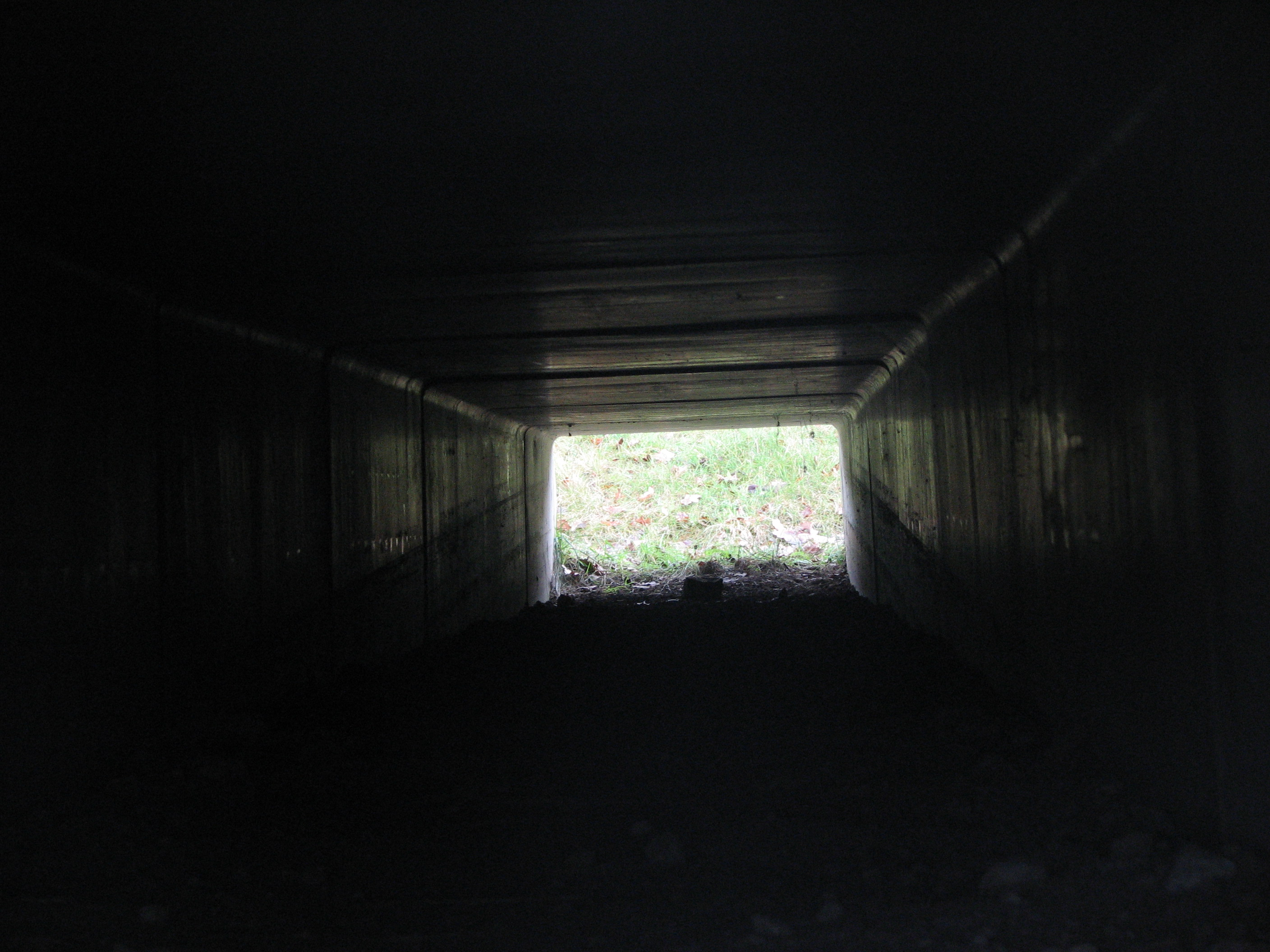
Nhìn qua bên kia hầm cho động vật gần lâu đài Schloss Diepenbrock ở Bocholt

## Phân loại
- Loại hầm chui qua sông, eo biển hẹp như đường hầm Seikan, đường hầm eo biển Manche, hầm Thủ Thiêm.
- Loại hầm xuyên qua núi để tránh phải đi vòng hoặc leo núi có khi cho cả thuyền, như đường hầm Gotthard, hầm Hải Vân[1].
- Loại hầm chui qua đường dành cho phương tiện cơ giới, như hầm Kim Liên[2] ở Hà Nội.
- Loại hầm chui qua đường dành cho người đi bộ, và đôi khi cả xe đạp;
- Loại hầm dưới đường dành cho động vật qua lại.
- Loại hầm dài dành cho tàu điện ngầm.
- Loại hầm giao thông bí mật, ví dụ:
  - Địa đạo Củ Chi[3], Việt Nam.
  - Đường hầm buôn lậu ở dải Gaza[4].
  - Đường hầm buôn lậu và nhập cư trái phép ở biên giới México - Hoa Kỳ[5].
  - Đường hầm buôn lậu từ Trung Quốc sang Hong Kong[6].
  - Đường hầm ngầm xuyên biên giới Triều Tiên[7].
- Hầm ngầm chống bom hạt nhân, dự tính dùng cho giao thông đặc biệt khi có chiến tranh hạt nhân.[8]

## Hầm đường bộ có tiếng ở Việt Nam
Trước 1990 các hầm chui hầu hết là của đường sắt. Có một hầm ngắn được ghi nhận là Hầm chui Tân Mỹ trên quốc lộ 4 ở xã Tân Mỹ huyện Văn Lãng tỉnh Lạng Sơn. Phần lớn hầm đường bộ được làm từ 1995 trở lại.
- Hầm Thủ Thiêm, nội thành, Tp. Hồ Chí Minh
- Hầm đường bộ Hải Vân, QL.1, giữa Thừa Thiên - Huế và Đà Nẵng
- Hầm đường bộ A Roàng[9], QL.14 hay đường Hồ Chí Minh, Thừa Thiên - Huế
- Hầm đường bộ Đèo Ngang, QL.1, giữa Hà Tĩnh và Quảng Bình
- Hầm đường bộ Đèo Cả, QL.1 hay CT.01, giữa Phú Yên và Khánh Hòa
- Hầm đường bộ Cù Mông, QL.1 hay CT.01, giữa Bình Định và Phú Yên.